# Doris Pilkington Garimara
Doris Pilkington Garimara nacida como Nugi Garimara (Balfour Downs, c. 1 de julio de 1937-Perth, 10 de abril de 2014), también conocida como Doris Pilkington, fue una escritora australiana de ascendencia aborigen. En 1996 escribió Follow the Rabbit-Proof Fence, una historia sobre las generaciones robadas y basada en la historia real de tres niñas aborígenes, entre ellas su propia madre, Molly Craig, que escapó del asentamiento nativo del río Moore en Australia Occidental y viajó 2414 kilómetros durante nueve semanas para volver con su familia.

## Biografía
Doris Pilkington nació en la hacienda (station) de Balfour Downs, al norte de Australia Occidental cerca de la localidad de Jigalong. Su madre, Molly Craig, la llamó al nacer Nugi Garimara, pero la llamaron Doris en honor a la empleadora de Molly en la hacienda, Mary Dunnet, ya que está pensó que Nugi era «un nombre estúpido». Como su nacimiento no estaba registrado, su fecha de nacimiento fue registrada el 1 de julio de 1937 por el Departamento de Asuntos Nativos. La separaron de su madre para criarla en la misión de Moore River cuando apenas tenía tres años y medio. Su hermana menor, Annabelle, también fue secuestrada y le dijeron que era huérfana y, con los años, se distanció de su herencia aborigen. Doris solo se reencontró con su madre 21 años después.

## Obras
Su segundo libro, Follow the Rabbit-Proof Fence se considera una poderosa descripción de los abusos sufridos por la conocida como «generaciones robadas» (los niños aborígenes secuestrados por las autoridades australianas entre 1905 y 1967). En 2002, el libro se adaptó en una película de éxito internacional, dirigida por Phillip Noyce. Su libro de seguimiento, Under the Wintamarra Tree, detalla su propia vida en Moore River y en la misión de nativos Roelands y cómo logró escapar inscribiéndose en una escuela de enfermería. Su último libro, Home to Mother, es la edición infantil de su libro más conocido, Follow the Rabbit Proof Fence. En los cuatro libros que escribió, documentó la vida de tres generaciones de mujeres de su familia.
En 1990, su primer libro titulado, Caprice: A Stockman's Daughter, el primero de la trilogía, ganó el premio al escritor indígena inédito en los Queensland Premier's Literary Awards: el premio David Unaipon. Así mismo, fue nombrada copatrocinadora del Journey of Healing del comité estatal y federal del Día del Perdón de Australia (Sorry Day) de 2002. En mayo de 2008, recibió el premio Red Ochre, con una cuantía de $ 50 000, que se otorga a un artista indígena por su destacada contribución de por vida a las Artes de los aborígenes australianos e isleños del estrecho de Torres tanto en el país como en el extranjero.

## Muerte
Murió de un cáncer de ovario el 10 de abril de 2014 a la edad de 74 años en Perth (Australia Occidental).

## Premios
En 2022, fue incluida póstumamente en el Salón de la Fama de Escritores de Australia Occidental.
El 26 de enero de 2006, recibió la Orden de Australia por «el servicio a las artes en el área de la literatura indígena, en particular a través del género de la narración de la vida para crear conciencia sobre la historia, la cultura y las condiciones sociales indígenas».

## Libros publicados
- — (1991). Caprice, a stockman's daughter (en inglés). University of Queensland Press. ISBN 0-7022-2400-6. OCLC 24568143.
- — (1996). Follow the rabbit-proof fence (en inglés). University of Queensland Press. ISBN 0-7022-2709-9. OCLC 34990358.
- — (2002). Under the wintamarra tree (en inglés). University of Queensland Press. ISBN 0-7022-3308-0. OCLC 55846118.
- — (2006). Home to mother (en inglés). University of Queensland Press. ISBN 0-7022-3546-6. OCLC 70257907.